# Galp
Galp é um grupo de empresas portuguesas no setor de energia. É detentora da Petrogal e da Gás de Portugal, sendo hoje um grupo integrado de produtos petrolíferos e gás natural, com atividades que se estendem desde a exploração e produção de petróleo e gás natural, à refinação e distribuição de produtos petrolíferos, à distribuição e venda de gás natural e à geração de energia elétrica. Atualmente está entre as maiores empresas de Portugal, controlando cerca de 50% do comércio de combustíveis neste país e a totalidade da capacidade refinadora de Portugal. Recentemente adotou uma estratégia agressiva de expansão no mercado de retalho espanhol e prossegue as suas actividades de exploração de hidrocarbonetos no Brasil em parceria com a Petrobras e a Partex e em Angola no consócio com a Sonangol.

## História
A partir de 1846, é aprovada a consessão pública para a Companhia Lisbonense de Iluminação a Gás, que iniciaria o sistema de candeeiros a gás em Lisboa.
Até ao final dos anos 30, Portugal era abastecido de produtos petrolíferos por várias empresas estrangeiras como a Shell, a Vaccum (que se viria a tornar a Vacuum-Socony e posteriormente Mobil) e a Atlantic.
A SONAP (Sociedade Nacional de Petróleos) foi criada em 1933 graças ao impulso dos empresários Manuel Cordo Boullosa e Manuel Queiroz Pereira, e que deram origem à uma das maiores empresas portuguesas, a PETROGAL. A SONAP tinha um capital de três milhões de escudos, repartidos entre Manuel Cordo Boullosa (19%), Manuel Queiroz Pereira (19%), Steaua Française (56%) e outros nove accionistas minoritários, ou seja, 40% do capital português e 60% do capital francês.
A necessidade de refinar localmente o petróleo está directamente ligada à criação do Decreto-Lei n.º 1947, de 13 de Fevereiro (a Lei dos Petróleos), que, complementada pela Lei n.º 1965, de 17 de Maio (Condicionamento Industrial), cria condições para posteriormente ser criada a Sociedade Anónima de Combustíveis e Óleos Refinados (ou SACOR) em 1938.

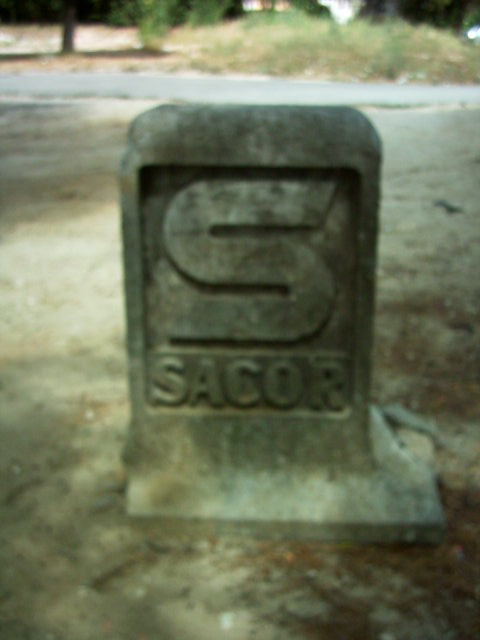
Logótipo em marco de betão no “bairro da Sacor”, na Bobadela, Loures

A SACOR escolheria Cabo Ruivo, na zona oriental de Lisboa, que era uma zona tradicionalmente industrial, para instalar a sua refinaria, inaugurada a 11 de Novembro de 1947. Devido à Segunda Guerra Mundial e às limitações ao seu transporte e exportação por via marítima, viria a impedir que a refinaria atingisse o seu potencial de refinação (300.000t/ano). Estes problemas já eram alvo da atenção do Estado português, que, através do Instituto Português de Combustíveis comprou quatro petroleiros (Gerez, Aire, Marão e Sameiro), que não foram suficientes para resolver o problema.

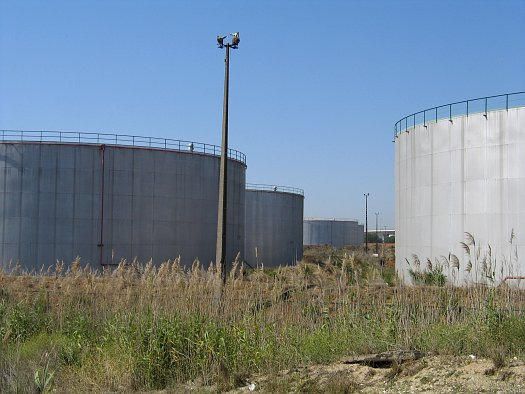
Depósitos da Galp na Bobadela, Loures

As empresas petrolíferas e o Estado iriam, a 13 de Junho de 1945, constituir a Soponata para ultrapassar tais dificuldades, detendo a SACOR metade do capital da nova empresa.
Terminada a guerra e com a aplicação da nova Lei n.º 1947, que favorecia quem refinasse em Portugal, a SACOR obteria do Estado metade do mercado.
Em 1953, seria fundada a ANGOL em Angola (a Sonangol de hoje), seguindo-se, em 1957 a Moçacor em Moçambique (ainda hoje totalmente detida pela Galp), para a distribuição dos seus produtos nessa geografias.
Em 1958, a SACOR introduziria no mercado a gasolina super, e criou três companhias de gás: Gazcidla para o gás butano, Procidla para o gás propano e Lusogás para o gás de cidade.
Em 1959, a SACOR criou a sua empresa de navegação, a SACOR Marítima, sendo que é este o ramo subsistente da SACOR.
Nos anos que se seguiram à guerra assistiu-se um substancial aumento do parque automóvel, a SACOR criou uma rede de postos de abastecimento por todo o país. Muitos destes postos partilhavam o mesmo desenho, e são ainda hoje facilmente identificados pelo arco que abriga as bombas.
Em novembro de 1963, por um acordo entre as administrações SACOR e SONAP, trocaram participações, e em novembro de 1971 o Governo decidiu conceder a exploração da nova refinaria do sul ao consórcio entre SONAP e CUF, quebrando assim o monopólio da SACOR no setor do refino de petróleo.
No pós-25 de Abril, estas empresas, mais a Gás de Lisboa (que era independente) foram nacionalizadas, tendo os seus negócios ultramarinos sido entregues às ex-colónias, e com o restante sido criado a Petrogal (petróleo) e a Gás de Portugal (gás). Estas viriam a ser transformadas em sociedades anónimas e viria a ser criada uma sociedade de gestão de participações sociais (SGPS), a Galp, que viria a ser privatizada. Em 2005, a Portgás (negócios de gás natural no norte litoral de Portugal) foi vendida à EDP.

## Estrutura acionista
Atualizado em 19 de maio de 2025
- Amorim Energia 36,7%
- Parpública 8,2%
- Free float (accionistas privados) 55,1%

## Sustentabilidade
O Relatório de Sustentabilidade descreve os principais impactes económicos, sociais e ambientais da actividade da empresa, assim como a sua visão, compromissos, metas, ações e iniciativas implementadas e a implementar. O último Relatório de Sustentabilidade publicado foi preparado segundo as Diretrizes de Elaboração de Relatórios de Sustentabilidade da Global Reporting Initiative (GRI), na sua mais recente versão, G4, na opção “De acordo – Abrangente”. Foi também considerado o suplemento sectorial Oil & Gas G4 da GRI, conforme se verifica na Tabela GRI.[carece de fontes?]
Foi definido um conjunto de compromissos de sustentabilidade Galp aprovados pela gestão de topo:[carece de fontes?]
- Compromisso I - Atuar de forma responsável e ética, assegurando as melhores práticas de governo e transparência
- Compromisso II - Envolver a comunidade e demais partes interessadas, promovendo a criação de valor partilhado
- Compromisso III - Valorizar o Capital Humano
- Compromisso IV - Garantir a Proteção do Ambiente, das Pessoas e dos Ativos
- Compromisso V - Contribuir para a satisfação das necessidades energéticas futuras e minimizar a intensidade carbónica da atividade
- Compromisso VI - Promover a Inovação, a Investigação e o Desenvolvimento Tecnológico

A Galp integra as principais listas e índices internacionais que avaliam o desempenho de sustentabilidade das empresas: DJSI, FTSE, CDP, Global 100, Ethibel Sustainability Index, Euronext Vigeo Indices.[carece de fontes?]

## Patrocínio à Seleção Portuguesa de Futebol masculino

### Euro 2004
Na campanha de comunicação de apoio à Seleção Nacional no Euro 2004, criou o hino “Menos Ais”.

### Mundial 2006
A Galp alimentou o sonho da vitória da Seleção Nacional no Campeonato Mundial de 2006, sob o lema publicita´rio “Se a Galp é nº1 em Portugal, Portugal também pode ser nº1 no Mundial”. Mobilizou mais de 750 mil pessoas, adeptos inscritos, “de mãos dadas para chegar à Alemanha” a demonstrar o apoio à Seleção num Cordão Humano Virtual. 

### Euro 2008
A Galp apelou à paixão dos portugueses para cobrir o autocarro da Seleção Nacional ao Euro 2008. A iniciativa convidava os adeptos a expressarem pessoalmente as suas emoções, deixando mensagens de apoio no autocarro da Seleção Nacional, o mesmo do anúncio Galp Euro 2008, onde a Galp Energia os conduzia até à vitória.

### Mundial 2010
A Galp comercializou centenas de milhares de vuvuzelas nos seus postos de abastecimento nos meses que antecederam a competição. Mabhuti, estrela sul-africana especialista em tocar vuvuzela, veio a Portugal para ensinar a sua técnica e arte, tendo efetuado uma digressão associada à campanha Vamos lá Portugal. Vários jogadores da Seleção também aprenderam a tocar este típico instrumento africano, como forma de celebrarem a presença de Portugal no Mundial da África do Sul.

### Euro 2012
“11 por todos e todos por 11” foi o mote da campanha de apoio à Seleção Nacional no Euro 2012, criada pela Galp Energia. Começou com um movimento no Facebook e ganhou dimensão através do filme Carta a Portugal, onde o jovem Guilherme transmitiu os seus desejos aos jogadores, durante o estágio da Seleção.

### Mundial 2014
Com a campanha “Portugal é o Mundial”, a Galp foi a patrocinadora oficial da Seleção do Mundial 2014 que se realizou no Brasil. E, para mostrar que “somos muito mais que 10 milhões” a J. Walther Thompson criou um anúncio filmado em sete países. A campanha recebeu louvor pela “diversidade cultural”.

### Euro 2016
A campanha Galp apoia selecção nacional de futebol de apoio à Seleção Portuguesa de futebol no Euro 2016 mostra portugueses que, pelos seus méritos próprios, obtiveram sucesso em França. Barbara Cabrita, atriz, Ricardo Vieira, pianista, António Teixeira e Mapril Baptista, empresários. Foi criada também pela Galp uma página de apoio à selecção no Facebook, com o mote #DeixaTudoEmCampo.

### Mundial 2018
A campanha “Leva Portugal a Peito” da Galp para apoio à seleção no Mundial de 2018 acabaria por ser reconhecida como a melhor campanha de 2018 pelos Prémios de Marketing do jornal especializado Meios & Publicidade.

### Mundial 2022
A campanha “Juntos, Limpamos o Mundial”, a Galp, como patrocinadora oficial da Seleção para o Mundial de 2022, prometeu compensar as emissões de carbono da deslocação da comitiva portuguesa no Mundial através de projetos de compensação de carbono em regiões onde a empresa atua, como o projeto de reflorestação associado aos Passadiços do Paiva e os projetos de fornecimento de água potável nas províncias de Manica, Sofala e Tete, em Moçambique.

### Euro 2024
A campanha “Não tens de saber de futebol para gostar de Portugal. Toda a Energia é bem-vinda”, a empresa, que já patrocina a seleção a quase 25 anos, procurou chamar todos os portugueses, adeptos ou não de futebol, para apoiarem a seleção. A campanha com um tom humorístico apresentou também algumas distribuições de bilhetes e descontos para clientes ao longo do campeonato.

## Mercados

### Espanha
A Galp em Espanha tem 572 postos de abastecimento e 7% de quota de mercado.

### Moçambique
A Galp tem em Moçambique uma quota de mercado de cerca 13%, vendendo 105.000 t de Combustiveis em 34 Postos.

### Angola
A Galp tem em Angola uma quota de mercado de cerca 7%, vendendo 245.000 t de Combustiveis em 46 postos de abastecimento.

### Guiné Bissau
A Galp tem na Guiné Bissau uma quota de mercado de cerca 50%, vendendo 32.000 t de Combustiveis em 11 postos de abastecimento.

### Cabo Verde
A Galp está presente em Cabo Verde através da Enacol (48,3%) e Enamar (48,3%). Através destas duas empresas, tem uma quota de mercado de 70%, vendendo 219.000 t de Combustiveis.
Em termos de infraestruturas tem 4 parques de armazenagem (sendo 1 de GPL), 24 postos de abastecimento e 16 lojas.

### Gâmbia
A Galp tinha na Gâmbia uma quota de mercado de cerca 44%, vendendo 33.000 t de Combustiveis em 11 postos de abastecimento.

### Essuatíni
A Galp tem no Essuatíni uma quota de mercado de cerca 39%, vendendo 79.000 t de Combustiveis, em 22 postos de abastecimento.